# 三色之蓝
《藍白紅三部曲之藍》（法語：Trois Couleurs: Bleu）是一部1993年的法語電影，由克日什托夫·基斯洛夫斯基導演，此部電影是他最著名的电影之一。主要角色由法國女演員朱麗葉·比諾什扮演。
《藍白紅三部曲之藍》是基斯洛夫斯基是《藍白紅三部曲》的第一部，以藍色所隱喻之「自由」爲主題，主要講述了一個女人的丈夫與孩子因車禍去世，她的心靈從痛苦絶望到獲得自由的轉變過程。於此之後導演基斯洛夫斯基又拍攝了《白色情迷》和《紅色情深》，分別代表了平等与博愛。三部曲的每一部電影都以某種方式關注法國大革命的一種理想，體現在座右銘“自由、平等、博愛”中.

## 劇情

### 劇情介紹
本電影的情節是对「自由」这个概念的一種表達，也是一種相對來說比較复杂的心理学探究。故事所在地為法國巴黎，女主角茱丽的丈夫——一位著名的音乐家和女儿一起在劇情剛開始便發生的一場车祸中丧生。失去丈夫和女兒的茱丽一開始無法接受這種人生重大打擊，曾经试图自杀，但是后来漸漸放弃了這種念頭。
在这之后，茱丽开始了自己艰难的心理復建過程，她试图脱离以前的生活和以前的交友圈，想要开始自己的新生活。尽管茱丽極力试图避免接觸关于以前的回忆，但是在巴黎的生活又使她不得不重新面对過去各種曾经经历過的人生片段——而这是她本人所不願意見到的。直到她爱上了去世前夫的助手奥利弗，并且发现了她丈夫隱藏起來的外遇事實之後，她才終於逐漸掙脫了過去的束縛，找回了自己心靈的自由。

### 劇情分析
導演使用很多技巧來呈現茱麗在失去親人後所進行的各類心理掙紥。當茱麗躺在醫院的病床上，看着她丈夫和女兒的葬禮，她手指的陰影在屏幕中的棺材上滑動。茱麗出院後，每當她感到失去親人的痛苦時，她都會一個人在昏暗的遊泳池，試圖達到自己的極限來迫使回憶消失。像三部曲中其他兩部一樣，三色之蓝不停的引入各種藍色的視覺印象：除了藍色濾鏡和藍色燈光(象徵主角心中幽深的記憶)，許多小物品也是藍色的。

## 製作

### 色彩運用
《藍白紅三部曲》中，每壹部中的色彩運用都不同，而其中第壹部《藍》，藍色作爲主題色，就被運用到了電影的各個部分。藍色象征著自由，電影中，女主角朱莉失去了丈夫和孩子的同時，也丟掉了負擔。她選擇了逃避原有的生活，並前往了全新而又未知的地方生活。整部電影的主題更多的是關于對自由的的探討。壹開始，朱莉是被束縛著的，是不自由的。這份束縛與不自由並不是物理意義上的，而是在朱莉內心深處的。此時的藍，是朱莉內心的絕望，她無法走出車禍的陰影。這種藍色的轉變，是從朱莉意外發現死去丈夫有壹個多年的情婦開始的。在于前夫的情婦的接觸之後，朱莉意外地得到了解脫。在這之後，朱莉的心境發生了改變，她開始不再封閉自我，而是選擇將房子留給情婦與她未出世的小孩。在她最終完成前夫未能完成的作品之後，她也開始迎接與奧利維亞的愛情以及新的生活。此時的藍色從原本憂郁的藍轉變成了自由的藍色。
在《藍白紅三部曲之藍》中，除了主題色藍色以外，黑色的運用也很值得探討。電影開頭的時候，女主角朱莉在車禍中失去了丈夫與女兒，黑色在這壹段中被大量運用，用來表現出朱莉此時的悲痛與絕望。黑色本身作爲壹種悲傷且沈悶的顔色，與這部電影的主題高度匹配。在使用黑色的場景中，導演將其與藍色壹樣，作爲了壹種表達女主內心世界的壹個象征。

### 音樂
三色之藍的音樂由比格涅夫·普雷斯納（Zbigniew Preisner)作曲,音樂由Sinfonia Varsovia（Beata Rybotycka、Elżbieta Towarnicka、Jacek Ostaszewski、Konrad Mastyło、西裡西亞愛樂合唱團、Sinfonia Varsovia、Wojciech Michniewski-指揮）演奏。在藍這部電影中，音樂的運用很好地渲染了氣氛且表達了人物內心情感。音樂贯穿整部电影，一是因為影片的情节围绕“欧洲统一音乐会”展开，二是因為女主的丈夫生前是一位作曲家（有著敘事線索的作用）。因此部電影，比格涅夫·普雷斯納(Zbigniew Preisner) 獲得了洛杉矶影评人协会奖。《泰晤士報》的記者皆首席影評人凱爾·馬厄 (Kevin Maher)在《泰晤士報》“Three Colours: Blue (1993) review — a heart-stopping study of grief”這篇報道中稱讚其配樂十分優秀，原文為"The score from Zbigniew Preisner is extraordinary, the opening motorway crash sequence is terrifying and the final close-up, as Julie is ultimately reconciled to her fate, is unutterably moving"。三色之藍原聲電影專輯由公司Virgin於1993 年12月7日發行。

##### 曲目列表
| 曲序 | 曲目                                                   | 时长 |
| ---- | ------------------------------------------------------ | ---- |
| 1.   | Song for the Unification of Europe (Patrice's version) | 5:17 |
| 2.   | Van Den Budenmayer Funeral Music (Winds)               | 2:05 |
| 3.   | Julie/Glimpses of Burial                               | 0:32 |
| 4.   | First Appearance                                       | 0:34 |
| 5.   | The Battle of Carnival and Lent                        | 0:59 |
| 6.   | Julie with Olivier                                     | 0:51 |
| 7.   | Ellipsis                                               | 0:23 |
| 8.   | First Flute                                            | 0:52 |
| 9.   | In Her New Apartment                                   | 1:46 |
| 10.  | Julie on the Stairs                                    | 1:07 |
| 11.  | Second Flute                                           | 1:18 |
| 12.  | Ellipsis 2                                             | 0:23 |
| 13.  | Van Den Budenmayer Funeral Music (Organ)               | 1:59 |
| 14.  | Van Den Budenmayer Funeral Music (Full Orchestra)      | 1:49 |
| 15.  | Battle of Carnival and Lent II                         | 0:44 |
| 16.  | Flute (Closing Credits Version)                        | 2:21 |
| 17.  | Ellipsis 3                                             | 0:25 |
| 18.  | Olivier's Theme                                        | 0:39 |
| 19.  | Composition                                            | 2:01 |
| 20.  | Olivier's Theme(Finale)                                | 1:40 |
| 21.  | Trailer For Red Film                                   | 1:11 |
| 22.  | Song For The Unification Of Europe (Julie's Version)   | 6:50 |
| 23.  | Closing Credits                                        | 2:06 |
| 24.  | Organ                                                  | 2:06 |
| 25.  | Bolero/Red Film                                        | 1:29 |

### 彩蛋
導演克日什托夫·基斯洛夫斯基在三色三部曲中巧妙地將人物交叉出現在不同影片中，把這幾個故事完美在融合在他的鏡頭之中。三色之藍法庭的一個場景中，朱莉環顧四週尋找她丈夫的情人—桑德裡娜，當她準備走進正在進行審判的法庭時，法庭官員把朱莉趕出去之前，鏡頭在審判幾停留了幾秒鐘。這場離婚審判正是《白色情迷》的開場，在《白色情迷》場景中，多米尼克和她的律師坐在一起，而卡羅爾正與法官爭論。

## 上映
| 國家或地區                           | 上映時間       |
| ------------------------------------ | -------------- |
| 加拿大（Cinéfest Sudbury國際電影節） | 1993年9月      |
| 美國(Telluride電影節）               | 1993年9月3月   |
| 義大利（威尼斯電影節)                | 1993年5月      |
| 法國                                 | 1993年8月      |
| 墨西哥（DVD上映）                    | 1993年9月8日   |
| 比利時（Gent）                       | 1993年9月16日  |
| 義大利                               | 1993年9月16日  |
| 荷蘭                                 | 1993年9月16日  |
| 加拿大（多倫多電影節）               | 1993年9月17日  |
| 美國（芝加哥國際電影節）             | 1993年10月     |
| 波蘭（華沙）                         | 1993年10月10日 |
| 美國（紐約電影節）                   | 1993年10月12日 |
| 丹麥                                 | 1993年10月15日 |
| 英國                                 | 1993年10月15日 |
| 德國                                 | 1993年11月4日  |
| 西班牙                               | 1993年11月5日  |
| 美國                                 | 1993年12月5日  |
| 瑞典                                 | 1993年12月17日 |
| 巴西                                 | 1994年1月7日   |
| 葡萄牙                               | 1994年2月      |
| 葡萄牙(Fantasporto電影節）           | 1994年2月18日  |
| 愛爾蘭                               | 1994年2月25日  |
| 澳大利亞                             | 1994年3月31日  |
| 匈牙利                               | 1994年4月14日  |
| 韓國                                 | 1994年4月23日  |
| 阿根廷                               | 1994年5月26日  |
| 捷克共和國（Karlovy Vary国际电影节） | 1994年7月      |
| 日本                                 | 1994年7月9日   |
| 芬蘭                                 | 1994年7月15日  |
| 土耳其                               | 1994年10月14日 |
| 捷克共和國                           | 1995年3月1日   |
| 希臘 （Thessaloniki國際電影節）      | 1995年11月     |
| 阿拉伯聯合酋長國（DVD首映）          | 2001年10月29日 |
| 希臘（DVD首映）                      | 2002年11月5日  |
| 英國                                 | 2008年3月9日   |
| 以色列（藍光發布）                   | 2013年10月9日  |
| 葡萄牙                               | 2015年12月3日  |
| 智利                                 | 2016年1月22日  |
| 台灣（數字中文版）                   | 2016年7月22日  |
| 菲律賓(Cinema電影節）                | 2016年10月15日 |
| 瑞典（哥德堡電影節)                  | 2018年2月4日   |
| 新加坡（波蘭電影節）                 | 2021年4月17日  |
| 中國（北京國際電影節）               | 2021年9月19日  |
| 埃及（EI Gouna電影節）               | 2021年10月18日 |

## 演員

### 演員名單
- 朱麗葉·比諾什扮演 朱莉
- 貝努特·裡格恩特扮演 奧利弗
- 佛羅倫薩·派梅爾扮演 桑德裡娜
- 夏洛特·微裡扮演 露西爾
- 愛蓮娜·梵桑扮演 新聞記者
- 菲利普·佛特扮演 房地産經紀人
- 艾曼紐·麗娃扮演 朱莉的母親
- 朱麗·德爾比扮演 多米尼克
- 齊伯尼·查馬修瓦斯基扮演 卡羅爾

### 演員回顧
在2023年第73屆柏林影展回顧展上，藍中女主角的扮演者朱麗葉·比諾什選擇了藍作爲她最愛的電影。她表示對她來説，三色三部曲之藍是一部關於成長的電影。因爲它是關於告別的，我們通過放棄而進化。成熟不是指達到某個年齡，而是指謙虛地接受時間是一種虛構，而在這種虛構的背後是一種使我們不朽的永恆。當我們觸摸到這種永恆性時，我們就達到了成年，或者至少達到了一種更有意識的狀態，原文爲 "To me, Trois couleurs: Bleu is a film about growing up. For it is about saying farewell, and we evolve through renunciation. Maturity is not about reaching a certain age, rather it is about having the humility to accept that time is a fiction, and behind that fiction is a timelessness that keeps us immortal. When we touch that timelessness, we have reached adulthood, or at least achieved a more aware state."。

## 反響

### 票房
三色之藍于1993年12月5日在北美上映，其其首周末票房爲6,413美元，票房總收入爲1,324,974美元。此外，該電影在全球範圍內的總票房爲1,505,559美元。雖然三色之藍在北美的票房表現並不是很亮眼，但它在國際上有著較高的關注度和評價。

### 專業評級
在美國聚合網站爛番茄（Rotten Tomatoes）上，三色之藍這部電影的支持率有98%之高。中國豆瓣電影上對這部電影的評分也高達8.5/10，另外聚合器Metacritic上评分为86/100,網路電影資料庫（IMDb)上評分為7.9/10。《衛報》的首席评论家彼得·布拉德肖(Peter Bradshaw)在《衛報》"Three Colours: Blue review – Binoche as charismatic as ever in Kieślowski masterwork"這篇報導中陳贊藍的導演克日什托夫·基斯洛夫斯基的电影制作具有奇妙的影响力和天赋。

### 獲得獎項
- 1993年威尼斯電影節：最佳影片金獅獎，最佳女主角沃爾庇盃（茱麗葉·畢諾許）以及最佳摄影奖金奧塞拉獎[13]。
- 1993年芝加哥國際電影節：評審團特別獎[14]。
- 1993年洛杉磯影評協會獎：最佳音樂[2]。
- 1994年歐洲電影獎：提名歐洲電影獎[15]。
- 1994年凱撒獎（法國）：最佳女主角（茱麗葉·畢諾許），最佳剪輯，最佳音效[16]。
- 1994年戈雅獎（西班牙奧斯卡獎）：最佳欧洲電影[17]。
- 1994年金球獎：（全為提名）最佳外語片，最好的女性希望，最佳攝影，最佳音樂，最佳剪輯，最佳女主角(茱麗葉·畢諾許）[18]。

## 外部連接
- 互联网电影数据库（IMDb）上《藍白紅三部曲之藍》的资料（英文）
- 豆瓣电影上《藍白紅三部曲之藍》的資料 （简体中文）